# 1998年日本の補欠選挙
1998年日本の補欠選挙（1998ねんにほんのほけつせんきょ）は、日本における立法府である衆議院と参議院を構成する議員の欠員を補うため1998年に行われた補欠選挙である。

## 概要
補欠選挙は「議員の辞職あるいは死亡により欠員が生じた場合に行われる選挙」で、「当選人が得られなかった場合または当選人が不足した場合に、其の当選人の不足を補う」為に行われる再選挙と同様に公職選挙法第11章の「特別選挙｣に含まれている。1998年における衆参補欠選挙は、2月に茨城県第5区および長崎県第4区、3月に長崎県第1区および東京都第4区、6月に熊本県第1区、8月に富山県第2区および石川県第1区、11月に参院和歌山県選挙区の計8回実施された。

## 2月実施補選
2月1日に茨城県第5区、2月22日に長崎県第4区で実施。

### 茨城県第5区補選
- 選挙事由：塚原俊平衆議院議員（自由民主党）の死去
- 立候補者：3人
- 当選者：岡部英男（自由民主党）

| 当落 | 候補者名 | 党派       | 得票数 | 得票率 |
| ---- | -------- | ---------- | ------ | ------ |
| 当選 | 岡部英男 | 自由民主党 | 59,084 |        |
|      | 藤田邦良 | 日本共産党 | 13,108 |        |
|      | 高木豊   | 無所属     | 5,206  |        |
投票率：33.96％

### 長崎県第4区補選
- 選挙事由：金子原二郎衆議院議員（無所属）の辞職（長崎県知事選挙への立候補）
- 立候補者：4人
- 当選者：宮島大典（自由民主党）

| 当落 | 候補者名 | 党派       | 得票数 | 得票率 |
| ---- | -------- | ---------- | ------ | ------ |
| 当選 | 宮島大典 | 自由民主党 | 86,181 |        |
|      | 松田九郎 | 自由党     | 67,614 |        |
|      | 吉村庄二 | 社会民主党 | 37,697 |        |
|      | 清水秀記 | 日本共産党 | 6,282  |        |
投票率：71.14％

## 3月実施補選
3月15日に長崎県第1区、3月29日に東京都第4区で実施。

### 長崎県第1区補選
- 選挙事由：西岡武夫衆議院議員（自由党）の辞職（長崎県知事選挙への立候補）
- 立候補者：3人
- 当選者：倉成正和（自由民主党）

| 当落 | 候補者名 | 党派       | 得票数 | 得票率 |
| ---- | -------- | ---------- | ------ | ------ |
| 当選 | 倉成正和 | 自由民主党 | 68,443 |        |
|      | 山崎泉   | 民主党     | 52,438 |        |
|      | 寺田善則 | 日本共産党 | 13,860 |        |
投票率：38.14％

### 東京都第4区補選
- 選挙事由：新井将敬衆議院議員（自由民主党）の死去
- 立候補者：6人
- 当選者：森田健作（自由民主党）

| 当落 | 候補者名 | 党派       | 得票数 | 得票率 |
| ---- | -------- | ---------- | ------ | ------ |
| 当選 | 森田健作 | 自由民主党 | 50,242 |        |
|      | 松原仁   | 無所属     | 35,521 |        |
|      | 徳留道信 | 日本共産党 | 35,150 |        |
|      | 上田哲   | 無所属     | 18,305 |        |
|      | 佐竹弘靖 | 自由党     | 6,254  |        |
|      | 山口節生 | 無所属     | 662    |        |
投票率：37.65％

## 6月実施補選
6月14日に熊本県第1区で実施。

### 熊本県第1区補選
- 選挙事由：細川護熙衆議院議員（民主党）の辞職
- 立候補者：4人
- 当選者：岩下栄一（自由民主党）

| 当落 | 候補者名   | 党派       | 得票数 | 得票率 |
| ---- | ---------- | ---------- | ------ | ------ |
| 当選 | 岩下栄一   | 自由民主党 | 67,620 |        |
|      | 松野頼久   | 民主党     | 57,606 |        |
|      | 川上紗智子 | 日本共産党 | 23,240 |        |
|      | 丸山澄雄   | 社会民主党 | 11,225 |        |
投票率：47.96％

## 8月実施補選
8月25日に富山県第2区および石川県第1区で実施。

### 富山県第2区補選
- 選挙事由：住博司衆議院議員（自由民主党）の死去
- 立候補者：4人
- 当選者：宮腰光寛（自由民主党）

| 当落 | 候補者名 | 党派       | 得票数 | 得票率 |
| ---- | -------- | ---------- | ------ | ------ |
| 当選 | 宮腰光寛 | 自由民主党 | 66,814 |        |
|      | 西尾政英 | 無所属     | 52,151 |        |
|      | 住一郎   | 無所属     | 30,631 |        |
|      | 折田誠   | 日本共産党 | 8,015  |        |
投票率：62.87％

### 石川県第1区補選
- 選挙事由：奥田敬和衆議院議員（民主党）の死去
- 立候補者：3人
- 当選者：奥田建（民主党）

| 当落 | 候補者名 | 党派       | 得票数 | 得票率 |
| ---- | -------- | ---------- | ------ | ------ |
| 当選 | 奥田建   | 民主党     | 78,788 |        |
|      | 岡部雅夫 | 無所属     | 42,024 |        |
|      | 尾西洋子 | 日本共産党 | 18,989 |        |
投票率：41.23％

## 11月実施補選
7月の第18回参議院議員通常選挙後の11月8日に参院和歌山県選挙区で実施。

### 参院和歌山県選挙区補選
- 選挙事由：世耕政隆参議院議員（自由民主党）の死去
- 立候補者：3人
- 当選者：世耕弘成（自由民主党）

| 当落 | 候補者名 | 党派       | 得票数  | 得票率 |
| ---- | -------- | ---------- | ------- | ------ |
| 当選 | 世耕弘成 | 自由民主党 | 197,388 |        |
|      | 浜田真輔 | 諸派       | 123,297 |        |
|      | 原矢寸久 | 日本共産党 | 73,092  |        |
投票率：46.61％